# James Berardinelli
James Berardinelli (nascido em 25 de setembro de 1967) é um crítico de cinema norte-americano.

## Início de vida
Berardinelli nasceu em New Brunswick, Nova Jérsei e passou sua infância em Morristown, Nova Jérsei. Aos 9 anos de idade, ele se mudou para o município de Cherry Hill. Mais tarde mudou-se para Piscataway.
Ele estudou na Universidade da Pensilvânia de 1985 à 1990, obtendo simultaneamente um grau de Bacharel de Ciência e Mestre em Engenharia Elétrica. Depois de se formar, trabalhou para Bellcore Company, e passou os próximos 15 anos de trabalho "em uma variedade de campos, incluindo fibra ótica, testes de vídeo e sistemas de software." Desde 2004, ele foi casado com sua esposa Sheryl, que conheceu através de seu website. Eles têm um filho, Michael, nascido em maio 12, 2010.

## Carreira
A partir de 1993, Berardinelli começou a publicar comentários em Usenet, revendo o filme Perfume de Mulher (1992). Berardinelli também escreve o blog ReelThoughts no  em Reelviews.net. Roger Ebert referiu Berardinelli como "o melhor dos críticos baseados na Web". Berardinelli é um membro do Online Film Critics Society e um crítico Rotten Tomatoes aprovado.
Berardinelli tem mais de 3.300 comentários de filmes no seu site ReelViews ; ele também é um colaborador regular de sites como o Rotten Tomatoes, tem uma média de 300 comentários publicados por ano desde que o site foi inaugurado em janeiro de 1996. Ele disse que o site recebe entre 70.000 e 80.000 visitas por dia.